# Chino Hills
Chino Hills è una città situata nell'angolo sud-occidentale della contea di San Bernardino, California, Stati Uniti. La città confina con la contea di Los Angeles sul lato nord-occidentale, con la contea di Orange a sud e con la contea di Riverside a sud-est.

## Geografia fisica
Secondo lo United States Census Bureau, ha un'area totale di 44,73 mi² (115,85 km²).

## Società

### Evoluzione demografica
Secondo il censimento del 2010, la popolazione era di 74.799 abitanti.

### Etnie e minoranze straniere
Secondo il censimento del 2010, la composizione etnica della città era formata dal 50,8% di bianchi, il 4,6% di afroamericani, lo 0,5% di nativi americani, il 30,3% di asiatici, lo 0,2% di oceanici, l'8,7% di altre razze, e il 4,9% di due o più etnie. Ispanici o latinos di qualunque razza erano il 29,1% della popolazione.